# Sint-Gertrudiskerk (Heppeneert)

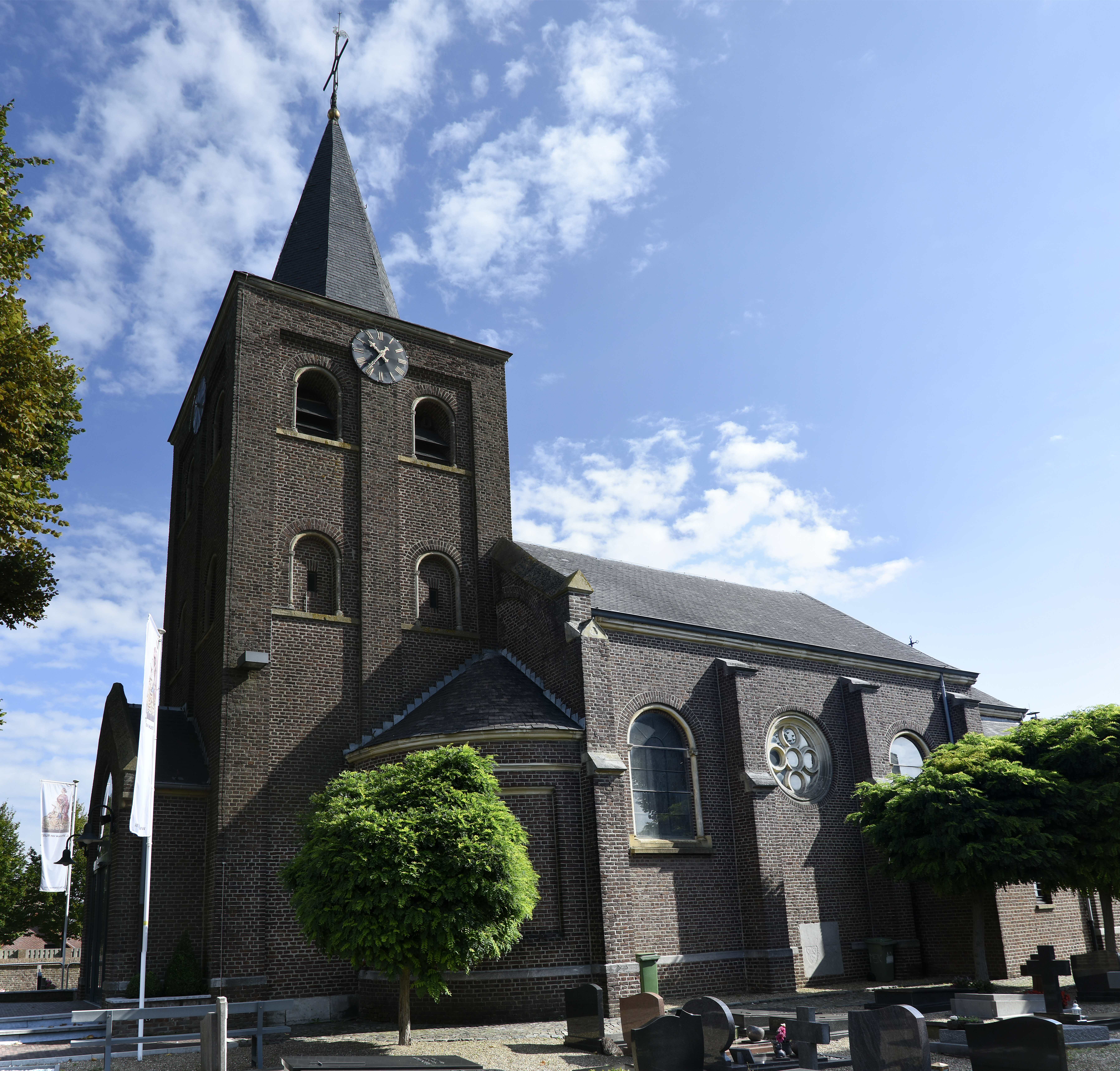
Sint-Gertrudiskerk

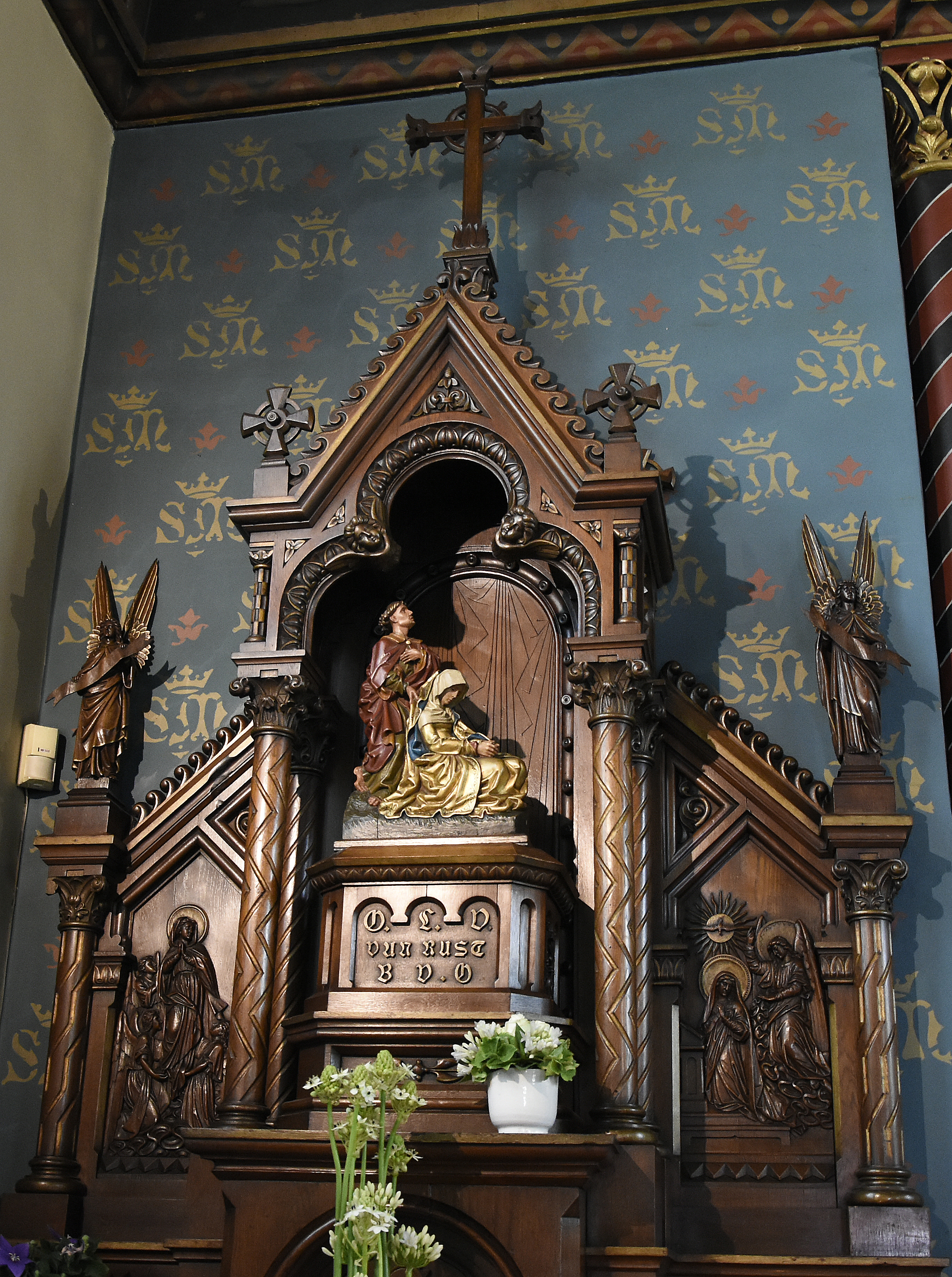
Onze-Lieve-Vrouw van Rust

De Sint-Gertrudiskerk is de parochiekerk van Heppeneert, gelegen aan Heppeneert en is toegewijd aan Gertrudis van Nijvel. Het zijaltaar aan de rechterkant is versierd met een beeld uit de 16e eeuw van Gertrudis.

## Geschiedenis
Reeds vóór 1202 moet Heppeneert een kerk hebben gehad, die ondergeschikt was aan de parochie van Neeroeteren. Vanaf 1567 kwam het patronaatsrecht aan de Kruisheren van Maaseik. In 1807 werd Heppeneert ondergeschikt aan de parochie van Maaseik, en in 1842 werd Heppeneert weer een zelfstandige parochie.
In 1871 werd begonnen met de bouw van een nieuwe kerk in neoromaanse stijl, door Herman Jaminé. Deze kwam in 1886 gereed. In 1892 en 1898 werd de kerk nog vergroot.
Het miraculeuze beeld van Onze-Lieve-Vrouw van Rust, dat volgens het volksgeloof eeuwen geleden aanspoelde te Elen, werd aldaar vereerd en trok vele bedevaartgangers. De kerk daar werd bediend door de Kruisheren, maar tijdens de Franse tijd werden de goederen van deze orde verbeurd verklaard. De pastoor van Heppeneert, die zelf ook een Kruisheer was, redde het beeldje en bracht het naar de toenmalige Sint-Gertrudiskerk te Heppeneert, waar het in 1801 in de kerk werd geplaatst. De bedevaartgangers gingen echter nog jarenlang naar Elen, maar de Heppeneertse pastoor Froyen wist in 1883 de bedevaart naar Heppeneert op gang te krijgen. In 1893 werd de Aartsbroederschap van Onze-Lieve-Vrouw van Rust opgericht.

## Gebouw
Het gebouw heeft een schip van drie traveeën, met daaraan een koor van één travee, voorzien van een apsis. De westtoren is tegen het kerkje aan gebouwd. Ze heeft een ingesnoerde naaldspits. Het meubilair is grotendeels neogotisch en stamt uit eind 19e en begin 20e eeuw. Het miraculeuze beeld is aanwezig, evenals een fragment van een 15e-eeuws retabel en een Sint-Gertrudisbeeld uit de 16e eeuw.
Buiten de kerk bevindt zich een grafsteen zonder opschrift, voorzien van vijf ruiten en drie harten en, naar verluidt, de grafsteen van de legendarische Kaartridder. Bij de kerk bevindt zich een bedevaartspark.

## Galerij

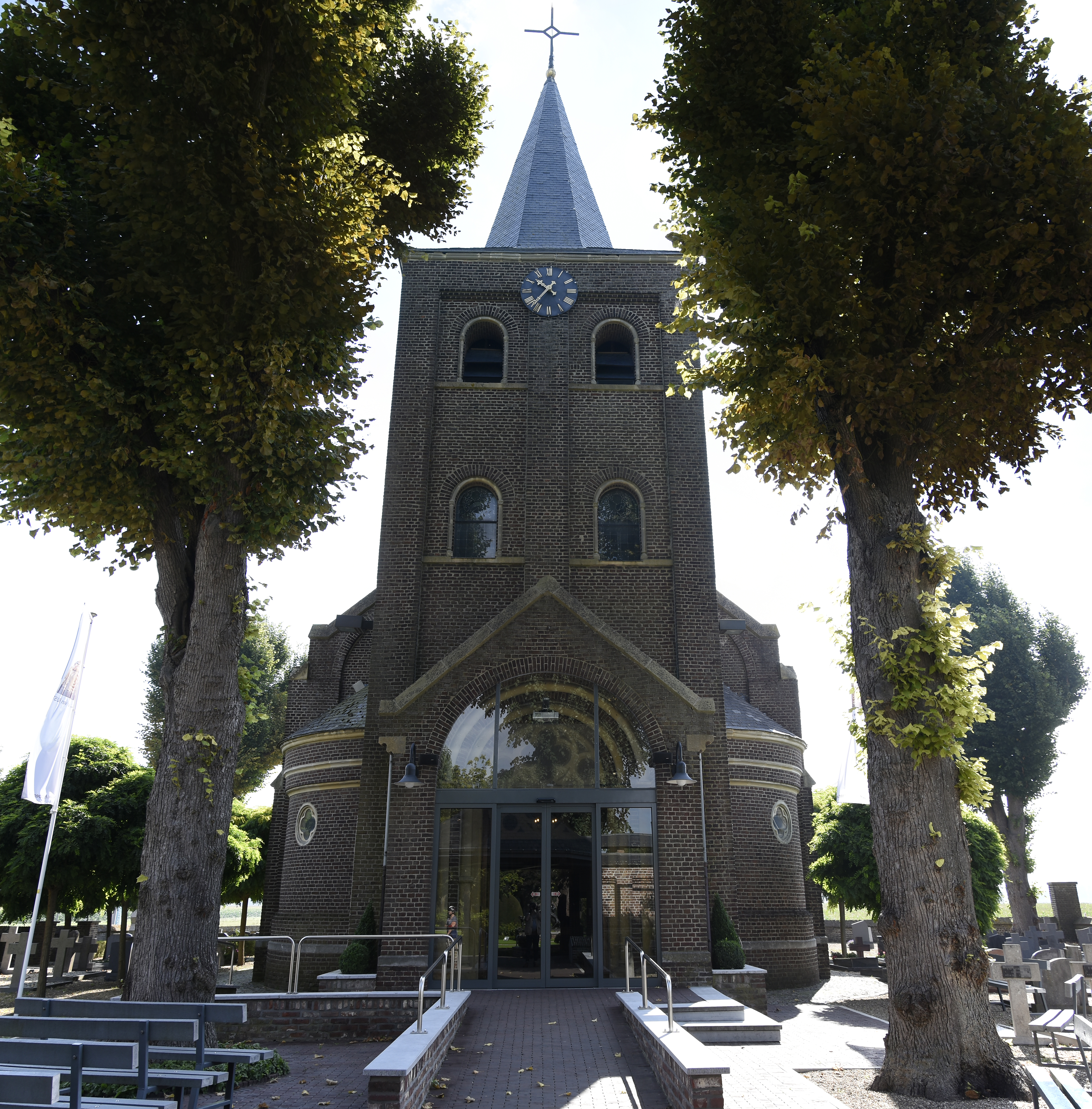
De Sint-Gertrudiskerk
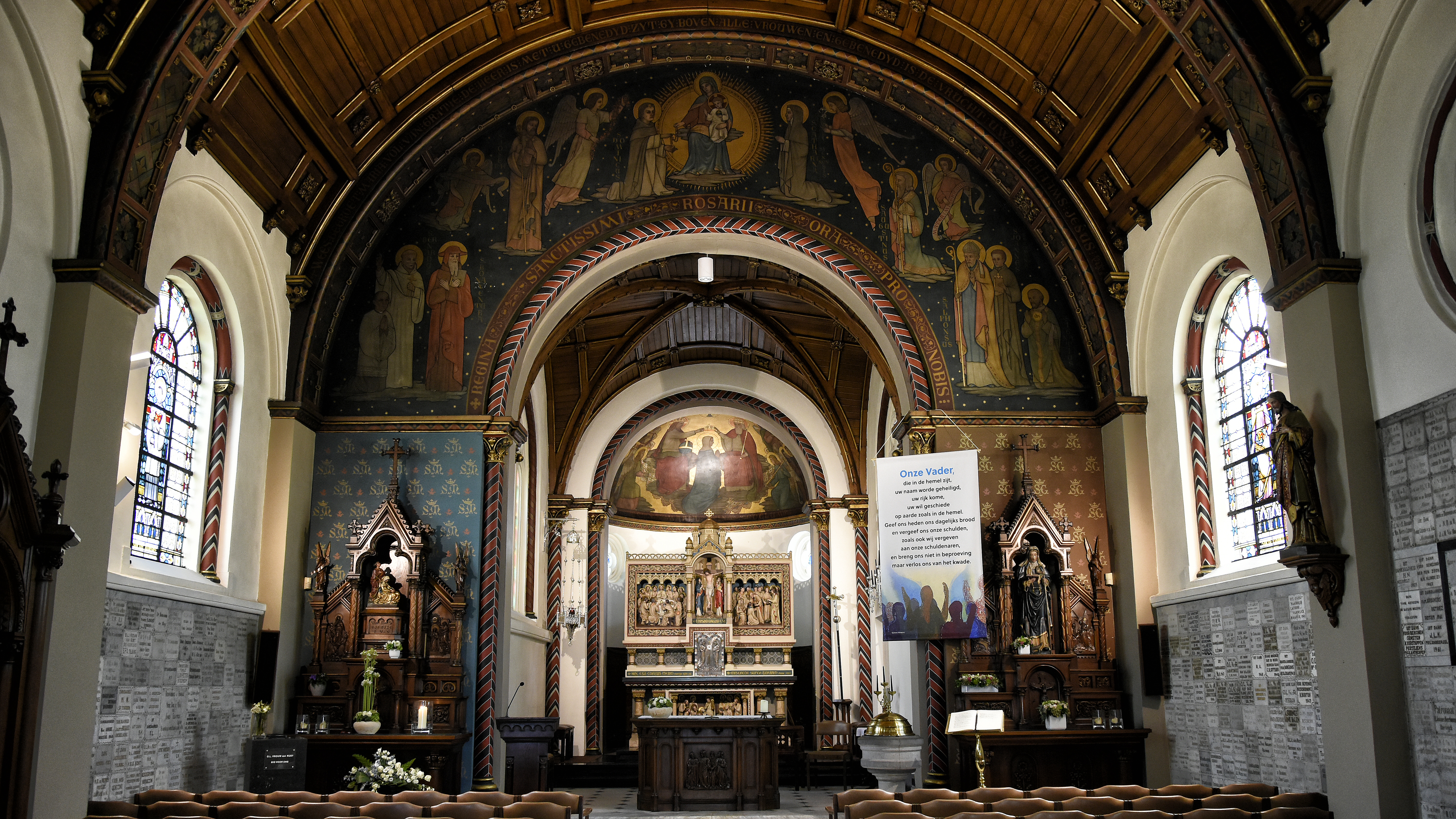
Het interieur met Onze-Lieve-Vrouw van Rust boven het zijaltaar links en Gertrudis rechts
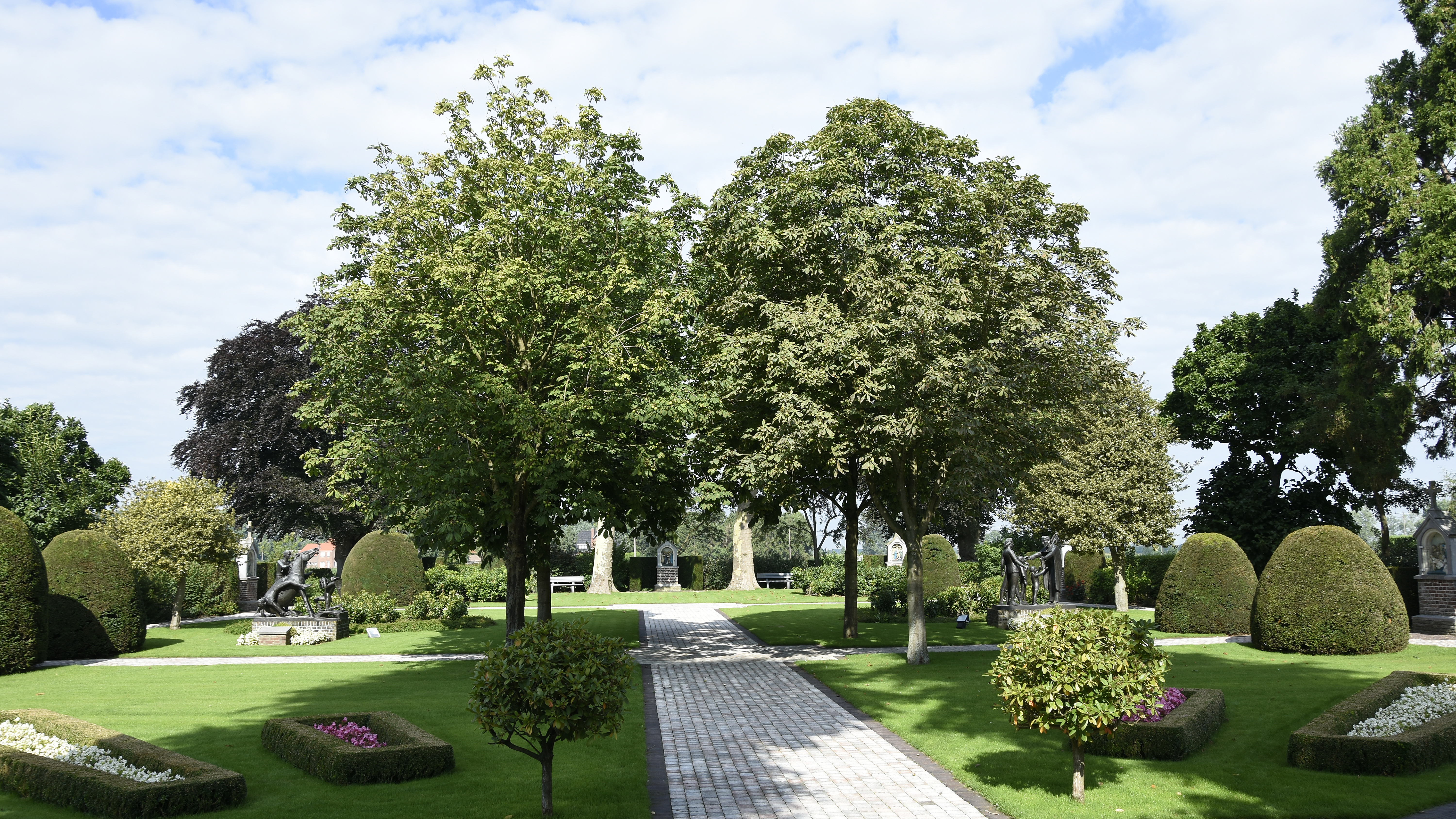
Het bedevaartspark van de kerk